# 1088 w polityce

Wilhelm II Rudy

Wydarzenia polityczne w 1088 roku.

## Wydarzenia
- Odon de Lagery zostaje papieżem[1].
- Odon z Bayeux wszczyna rebelię przeciwko Wilhelmowi II Rudemu[2].
- Zbliżenie Polski z Niemcami (Władysław I Herman żeni się z Judytą Salicką)[3].

## Urodzili się
- Irena Węgierska, cesarzowa bizantyjska[4].

## Zmarli
- 28 września Herman z Salm, antykról niemiecki[5].